# L'Eternale: mole littoria
L'Eternale: mole littoria è un saggio di architettura dell'architetto Mario Palanti, edito dalla casa editrice A. Rizzoli & C. e stampato nel 1926. In tela editoriale con titolo impresso in nero sul piatto anteriore. Dedica autografa di Benito Mussolini all'architetto e all'opera architettonica esposta.

## Descrizione
Il volume analizza il progetto del Palanti, esponendo l'opera presentata al Governo Mussolini per la prima volta nel 1924.

## Galleria d'immagini

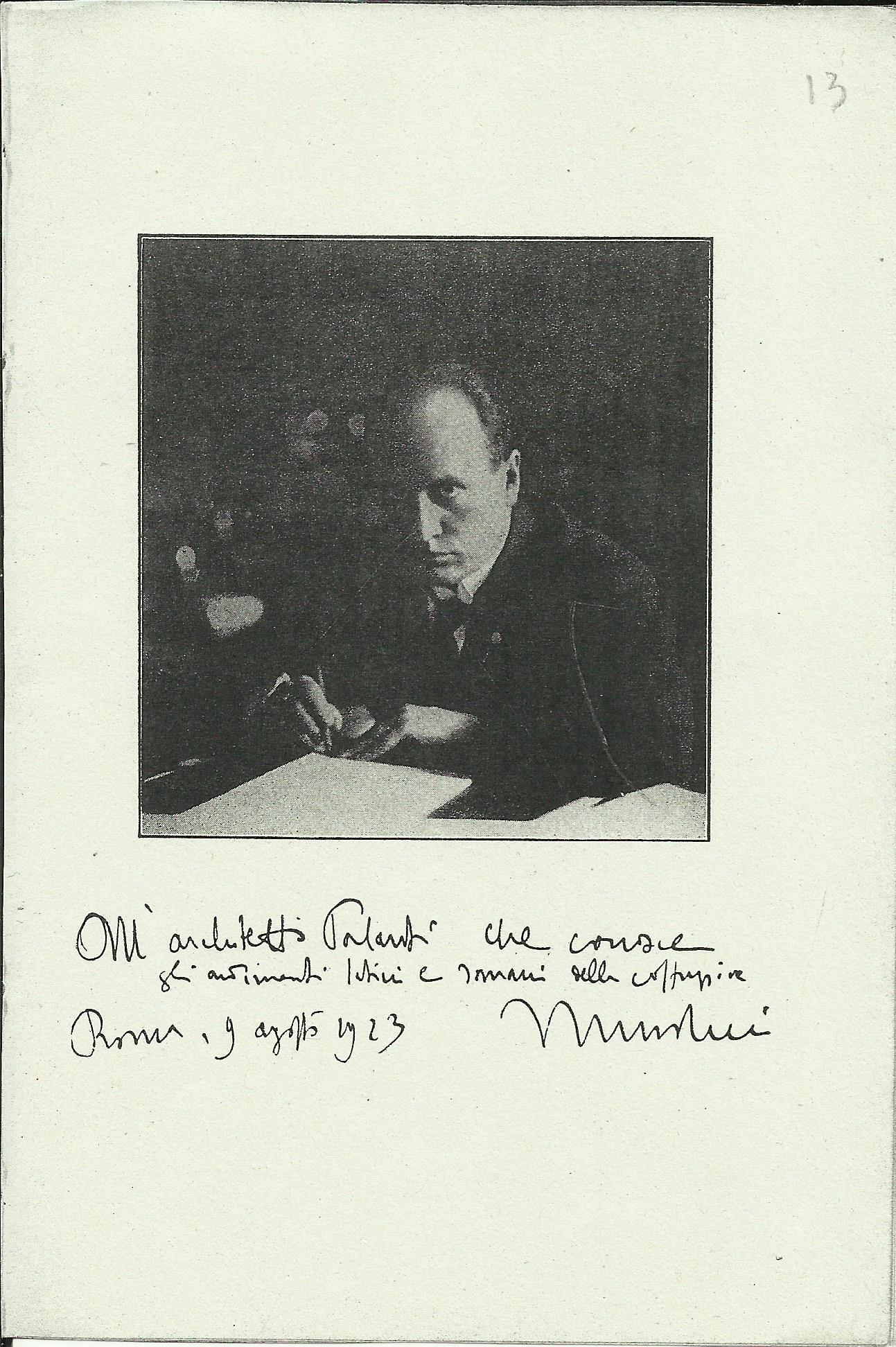
"All'architetto Mario Palanti ... causa gli ardimenti italici e umani della costruzione, Roma, 9 agosto 1923" Dedica di Benito Mussolini
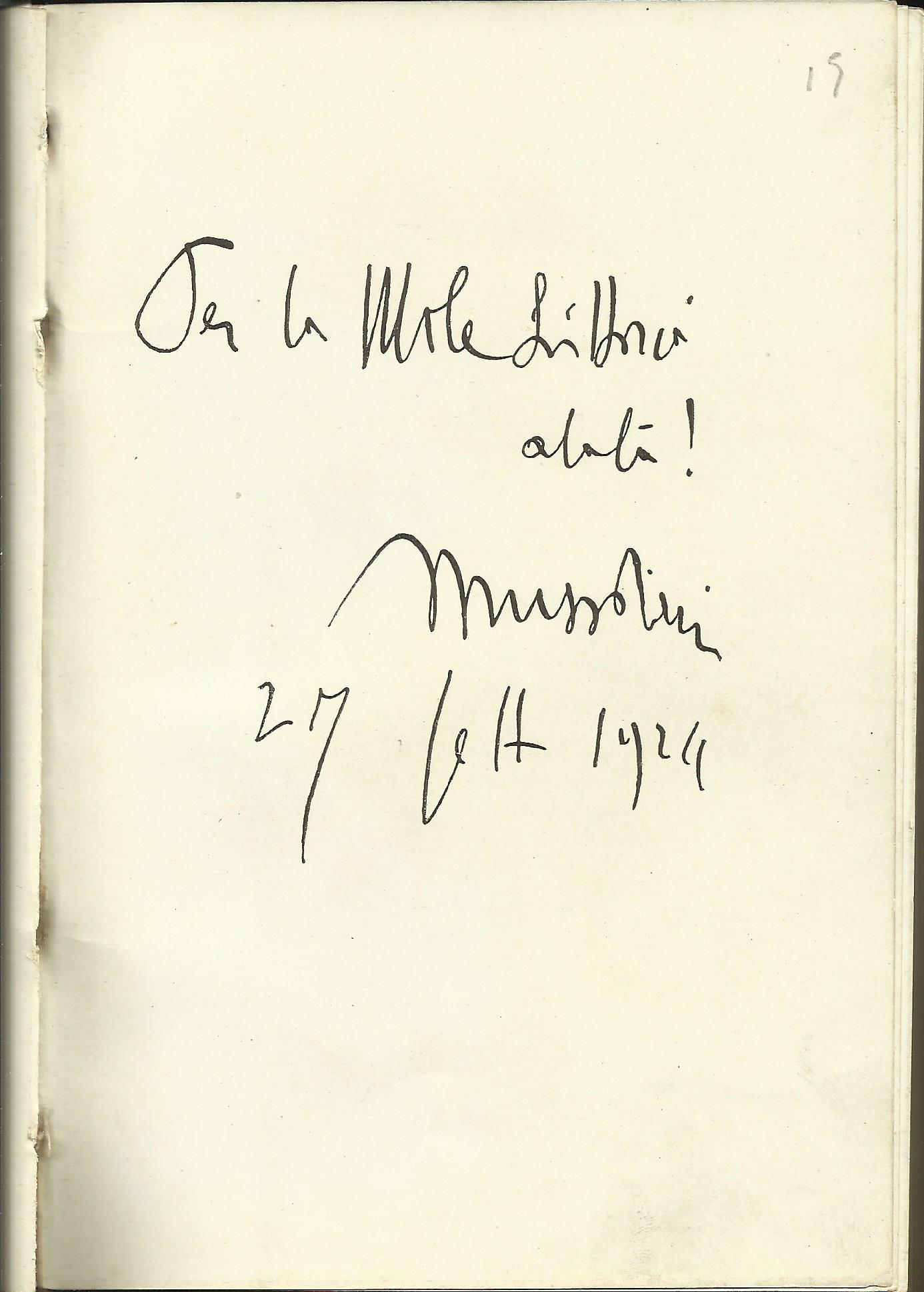
"Per la Mole littoria, alalà! Mussolini, 9 agosto 1924" Dedica di Benito Mussolini
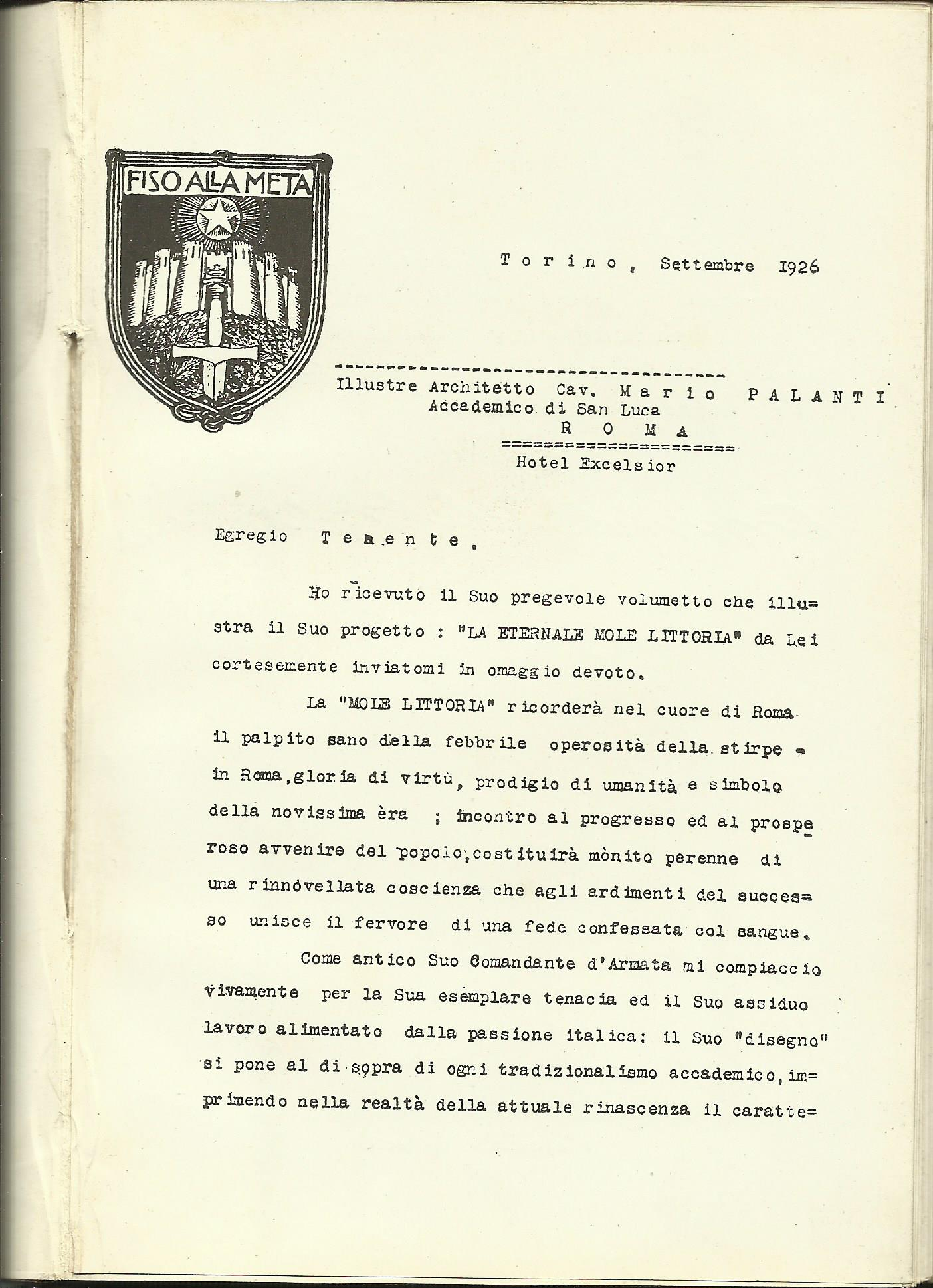
Lettera del Duca d'Aosta Emanuele Filiberto di Savoia-Aosta (1)
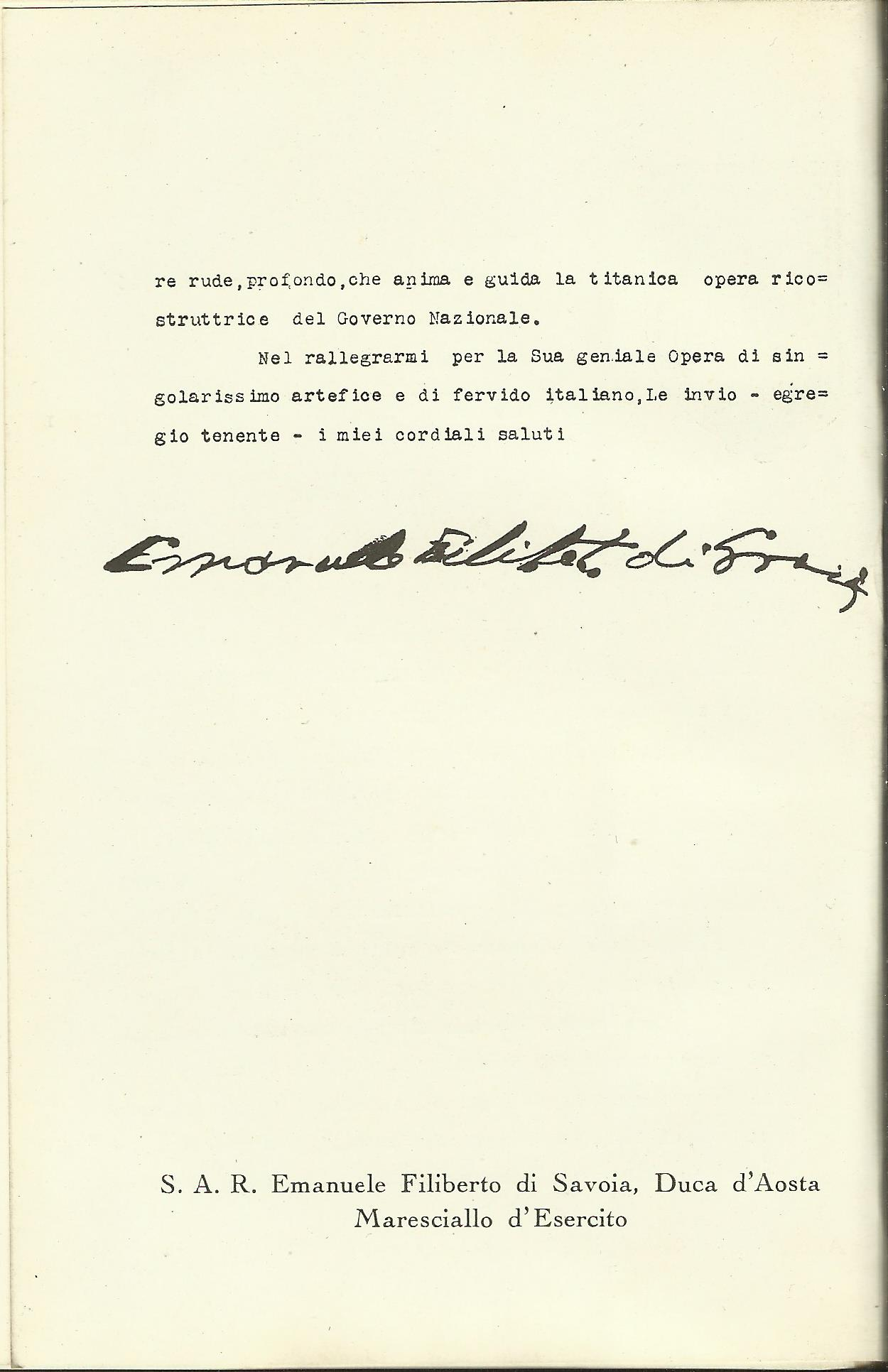
Lettera del Duca d'Aosta Emanuele Filiberto di Savoia-Aosta (2)